# ماريو بيليني
ماريو بيليني (بالإيطالية: Mario Bellini)‏ هو مهندس معماري إيطالي، ولد في 1 فبراير 1935 في ميلانو في إيطاليا.